# Club Deportivo Trasandino de Los Andes
Il Club Deportivo Trasandino Los Andes è una società calcistica cilena, con sede a Los Andes. Milita nella Liga Chilena de Fútbol Segunda División, la terza serie del calcio cileno.

## Storia
Fondato nel 1906, non ha mai vinto trofei nazionali.

## Palmarès

### Altri piazzamenti
- Segunda División (Cile):

Secondo posto: 2013